# Black Mirror: Bandersnatch
Black Mirror: Bandersnatch és una pel·lícula interactiva de l'any 2018 basada en la sèrie de ciència-ficció Black Mirror. Va ser escrita pel creador de la sèrie original Charlie Brooker i dirigida per David Slade. La pel·lícula es va estrenar a Netflix el 28 de desembre de 2018, i la data d'estrena va anunciar-se oficialment el dia abans. Netflix no va confirmar la naturalesa interactiva de Bandersnatch fins a la seva estrena, encara que hi havia molta especulació als mitjans.
A Bandersnatch, L'espectador ha de prendre decisions en el lloc del protagonista, el jove programador Stefan Butler (Fionn Whitehead), que està adaptant un llibre interactiu de fantasia a un videojoc a l'any 1984. Diferents personatges interactuen amb el protagonista/espectador: Mohan Thakur (Asim Chaudhry) i Colin Ritman (Will Poulter), que treballen a una empresa de disseny de videojocs, el pare de Stefan, Peter (Craig Parkinson), i la seva terapeuta, Haynes (Alice Lowe). Una obra posmoderna amb el lliure albir com a tema central, la pel·lícula va ser anomenada com un videojoc real que Imaginar Programari planejava estrenar al 1984, però que finalment no va dur a terme aquest projecte. El joc original s'anomenava Bandersnacht en honor d'una de les criatures creades per Lewis Carroll.
Brooker i la seva productora executiva Annabel Jones van rebre una proposta de Netflix per fer una pel·lícula interactiva al maig de 2017, aquell any Netflix tenia molts projectes oberts dirigits a un públic jove. La dificultat per escriure un guió no lineal portaria Netflix a la creació d'un programa anomenat Branch Manager; i per aconseguir fer funcionar la tria d'opcions a la plataforma s'hauria de redissenyar la forma en que Netflix utilitza la memòria caché. Bandersnatch anava a formar part de la cinquena temporada de Black Mirror, però la seva producció va endarrerir-se i finalment es va estrenar com una pel·lícula, retardant la cinquena temporada fins al juny de 2019.
La recepció de la crítica va ser dispar, amb una resposta positiva al disseny tècnic innovador de la pel·lícula però crítica amb el desenvolupament de la història. Va haver-hi diversitat en les opinions sobre la narrativa de la història i fins a quin punt les tries de l'espectador afectaven a la història.
La pel·lícula va rebre una puntuació mitjana en els rankings de la crítica, al voltant de la que havia rebut la sèrie de Black Mirror, però va guanyar nombrosos premis i algunes nominacions. Per exemple, dos Primetime Emmy Awards. Una demanda judicial va emetres per part Chooseco sobre l'ús de la pel·lícula del terme "Tria la teva aventura " i va ser acceptada el gener de 2019 i resolta al novembre de 2020.

## Sinopsi

### Format
Bandersnatch és una pel·lícula interactiva. Un breu tutorial, explica a l'usuari com funciona el sistema per dur a terme les seves tries, específic per a cada dispositiu dels compatibles amb Netflix. Quan es presenten opcions,l'espectador té deu segons per fer una elecció o una decisió predefinida es realitza sense el seu control. El visionament mitjà és de 90 minuts, encara que els més ràpids acaben en tan sols 40 minuts. Hi ha 150 minuts de metratge dividit en 250 segments, organitzats en un bilió de camins possibles que l'espectador pot agafar. Dins alguns casos, es pot arribar a la mateixa escena de múltiples maneres però l'espectador tindrà opcions diferents segons com ha arribat a aquesta. En altres casos, hi ha bucles que guien als espectadors que guien l'espectador a una escena específica sense importar les eleccions que hagi fet.
Netflix va informar de que hi ha cinc finals "principals", amb variants dins de cadascun; alguns finals apareixen durant i després dels crèdits, com en altres capítols de Black Mirror. El productor Russell McLean va explicar que hi ha entre deu i dotze finals, alguns dels quals són més concrets que d'altres i, el director David Slade va comentar que hi ha alguns finals “ous d'or” molt complicats d'aconseguir. Segons el creador de la sèrie Charlie Brooker i la productora executiva Annabel Jones, cap final es considera "prescrit" sobre cap altre,i també consideren que alguns finals no són finals en el sentit tradicional. En la majoria dels casos, quan l'espectador arriba a un final, la pel·lícula interactiva dona al jugador l'opció de refer la seva última tria crítica per a que aquest pugui explorar diferents continguts, de vegades amb una càmera ràpida a través de les primeres parts de la història ja vista, per evitar que es converteixi en una experiència feixuga. Alguns finals poden ser impossibles d'assolir en funció de les decisions preses per l'espectador tret que decideixin reiniciar la pel·lícula.

### Argument

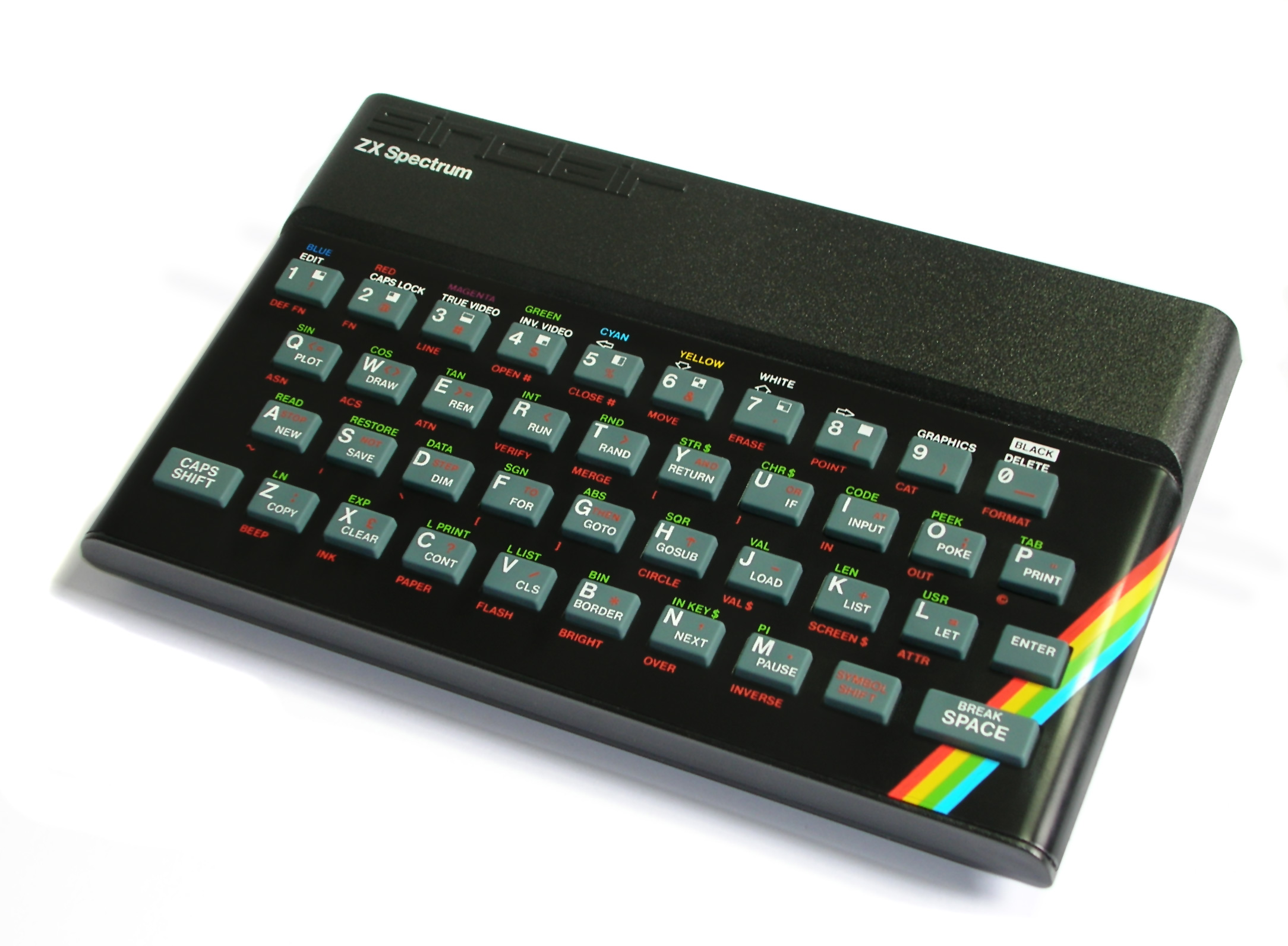
Stefan Butler utilitza un ZX Spectrum per programar el seu joc Bandersnatch.

Anglaterra, juliol de 1984, un jove programador anomenat Stefan Butler (Fionn Whitehead) adapta un llibre " Tria la teva aventura " propietat de la seva difunta mare, Bandersnatch de Jerome F. Davies (Jeff Minter), en un revolucionari videojoc d'aventures. Stefan l'ensenya a la companyia de videojocs Tuckersoft, dirigida per Mohan Thakur (Asim Chaudhry) i que dona feina al famós creador de jocs Colin Ritman (Will Poulter). Stefan pot optar per acceptar o rebutjar l'ajuda de l'empresa per desenvolupar el joc. Si Stefan accepta, Colin diu que va triar el "camí equivocat". El joc s'estrenarà mesos més tard i serà criticat com a " dissenyat per comitè ". Stefan es planteja tornar-ho a provar i la pel·lícula torna al dia de l'oferta on l'espectador té les mateixes opcions que el primer cop.
Rebutjant l'oferta, Stefan comença a treballar en el joc tot sol des de la seva habitació, amb una data límit al setembre. A mesura que el joc es fa més complex, Stefan s'estressa i comença a actuar de forma hostil cap al seu pare Peter (Craig Parkinson). Visita la clínica de la doctora Haynes (Alice Lowe) per rebre teràpia. L'espectador pot triar que Stefan expliqui a la doctora la mort de la seva mare: quan ell tenia cinc anys, i Peter li havia confiscat un conill de peluix. La seva mare es va endarrerir per la negativa de Stefan a marxar sense el conill i el tren que va agafar va descarrilar i la va matar. Stefan se sent responsable de la seva mort. Haynes prescriu medicaments per a Stefan, que l'espectador pot escollir entre prendre o tirar pel vàter.
L'espectador pot fer que Stefan accepti una invitació al pis de Colin, on viu amb la seva xicota Kitty (Tallulah Haddon) i la seva filla Pearl. La parella pren al·lucinògens i Colin discuteix sobre programes secrets de control mental del govern i línies de temps alternatives. Per demostrar les seves teories, Colin demana a Stefan que en triï un d'ells per saltar del balcó. Si Stefan salta, mor i Tuckersoft acaba el joc amb males crítiques. Si Colin salta, tota la trobada es revela com un somni, però Colin no torna a aparèixer en futures escenes.
Quan s'acaba el termini per lliurar el joc, Stefan comença a sentir que està sent controlat per forces externes. Stefan veu que la seva vida reflecteix la de Davies, sobre qui aprèn a través d'un llibre, i un documental que Colin li dona. Igual que Davies, veu imatges recurrents d'un símbol de ramificacions, que aparentment va fer que Davies decapités la seva pròpia dona. Quan comença a trencar-se mentalment, l'espectador té múltiples opcions per explicar a Stefan qui l'ha estat controlant, inclosa l'opció per a queli diguin a Stefan que el veuen a través de Netflix d'ençà el segle XXI. L'espectador pot descobrir una caixa forta tancada que conté el vell conill de joguina de Stefan o documents sobre com se'l supervisa com a part d'un experiment.
Hi ha nombrosos finals possibles. Stefan pot optar per lluitar contra la seva terapeuta, després de la qual cosa es pot revelar que està en un plató de cinema i que el seu "pare" és un altre actor. Un conjunt d'eleccions pot fer que Stefan, atravessi un mirall fins al seu jo de cinc anys per "morir" amb la seva mare a l'accident del tren, fent que es mori de sobte en el present. En altres camins, l'espectador té l'opció de fer que Stefan mati el seu pare i després enterrar o trossejar el cos. El soterrament fa que Stefan sigui empresonat abans del l'estrena del joc. I desmembrar-lo condueix a l'estrena amb èxit del joc, però Stefan entrarà a la presó poc després i el joc és recuperat i destruït. Altres escenes mostren que Mohan, Colin o Kitty arriben a casa d'Stefan, de vegades amb l'opció de matar els personatges. En alguns finals, es mostra a l'espectador la reacció crítica al joc de Bandersnatch i el destí de Tuckersoft, que pot acabar tancant la companyia. Altres finals conclouen al segle XXI amb una Pearl adulta (Laura Evelyn), ara programadora de Netflix, que intenta adaptar Bandersnatch a una pel·lícula interactiva. L'espectador pot triar entre tirar te al seu ordinador o simplement destruir-lo.

## Repartiment
- Fionn Whitehead com Stefan Butler, un jove programador.
- Will Poulter com Colin Ritman, un reeixit dissenyador de videojocs.
- Asim Chaudhry com Mohan Thakur, propietari de Tuckersoft.
- Craig Parkinson com Peter Butler, pare d'Stefan.
- Alice Lowe com Dr. R. Haynes, la terapeuta d'Stefan.
- Tallulah Haddon com Kitty, la novia deColin.
- Catriona Knox com Leslie,crítica de videojocs.
- Jonathan Aris com Crispin, periodista.
- Paul M Bradley com Robin, crític de videojocs.
- Alan Asaad com Satpal, empleat a Tuckersoft.
- Suzanne Burden com Judith Mulligan, presentadora d'un documental.
- Fleur Keith com Stefan's mother.
- Laura Evelyn com Pearl Ritman, filla de Colin i Kitty.
- Jeff Minter com Jerome F. Davies, autor de Bandersnatch.

## Inspiració
La història està inspirada en un de tants "jocs maleïts" dels anys 80 característics de les llegendes urbanes de l'era dels 8 bits. Stefan (Fionn Whitehead) és un jove programador que s'embarca en el gran projecte d'adaptar a videojoc un llibre del tipus "Elige tu propia aventura" de Jerome F. Davies, un visionari escriptor avançat al seu temps. De manera que la pel·lícula es basa en la forma d’atreure a l'espectador tal com ho fan els llibres de Jerome F. Davies.
Bandersnach va ser un videojoc el qual va existir realment, el qual es basava en una novela de fantasía pel sistema ZX Spectrum. El 1982 tres homes anomenats David Lawson, Eugene Evans, i Mark Butler (inspiració del personatge principal Stefan Butler) van fundar Imagine Program, un estudi a Liverpool que es va tornar popular per crear excel·lents jocs com Arcade, Zzoom i Alchemist. Posteriorment, el 1984 la companyia de videojocs es va encarregar d'invertir en anuncis en revistes com CVG, Crash i Sinclair User per a dos nous jocs, els quals eren Psyclapse per a Commodore 64 i Bandersnatch per a ZX Spectrum, projectes que tenien grans expectatives en el seu moment.
Bandersnatch anava a ser principalment un videojoc d'aventures basat en un món futurista on un polícia intergalàctic retirat anomenat “El Baró” tenia situacions problemàtiques. A partir d'aquí van sortir còmics de la història dels personatges que sortirien en el joc perquè el públic comencés a conèixer-los més.
El ZX Spectrum no es considerava un ordinador apte per a Bandersnatch pels seus 48KB de RAM, però els desenvolupadors van tenir la brillant idea d'incorporar una nova peça de maquinari en el ZX Spectrum perquè arribés als 176KB de RAM.
Imagine tenia molts deutes que no havia aconseguit pagar, per tant s'estava quedant sense ingressos i tenia molts deutes per pagar, això va fer que el 28 de juny de 1984, Imagine va ser denunciada per la revista Personal Computer Games, ja que devien 10.000 lliures per imprimir anuncis de publicitat. Imagine va acabar en el High Court de Londres el 9 de juliol de 1984, la mateixa data que apareix just al començament de la pel·lícula de Black Mirror.

## Producció
Bandersnatch es va estrenar a Netflix el 28 de desembre de 2018 en 28 idiomes. Originalment formava part de la cinquena temporada, però la profunditat del projecte el convertiria en una pel·lícula independent. Brooker va comparar l'esforç dedicat a Bandersnatch amb el de quatre capítols normals de Black Mirror. Com a conseqüència, la cinquena temporada de Black Mirror es va endarrerir, i els seus tres episodis es van estrenar el 5 de juny de 2019.

### Concepció i escriptura
Netflix va contactar amb Charlie Brooker i Annabel Jones el maig del 2017 per fer un capítol interactiu de Black Mirror; el seu instint inicial era rebutjar l'oferta, sobretot per les preocupacions sobre la manca de precedents exitosos en pel·lícules interactives anteriors. No obstant això, unes setmanes després en una reunió de preparació de la cinquena temporada de Black Mirror al revisar les possibles idees, hi havia una per una trama que només funcionava com a pel·lícula interactiva. En ella, un programador faria un videojoc a partir d'un llibre d'aventures "Tria la teva aventura". Brooker ja havia concebut múltiples finals per al tercer episodi de la temporada " Playtest ": una versió "malson" de l'episodi, es reprodueix quan l'espectador ja ha vist el capítol prèviament, aquest acaba té un final molt més fosc.
Brooker inicialment va plantejar que la pel·lícula tindria una història clara, amb algunes escenes diferents cap al final, fins que va tenir la idea que les tries anteriors afecetessin a totes les escenes posteriors i no només a les immediatament següents. Brooker va mantenir el concepte bàsic de la història al voltant de la llibertat d'elecció o la il·lusió d'aquesta llibertat un tema que s'adapta perfectament al format. Jones va treballar per desenvolupar personatges versemblants que encaixessin amb qualsevol dels possibles finals de la pel·lícula. Per acabar, només calia maracar el nombre d'eleccions que l'espectador hauria de prendre i com seria el ritme de la pel·lícula. Les històries i les branques de les possibles tries van continuar expandint-se cap a la preproducció.
S'esperava que el final més comú fos el que involucra Pearl Ritman. Brooker va remarcar que es trobava en una posició similar a Pearl en intentar treballar ell mateix a través de pàgines de complexos arbres d'opcions mentre escrivia el guió. Conté diverses opcions que condueixen a cinc finals principals, amb múltiples variacions de cadascun, i en tots ells s'ofereix la possibilitat de tornar als punts de decisió fonamentals. I si un opta per no decidir res en cap moment, l'experiència automàtica dura noranta minuts. De manera que van desenvolupar una tecnologia de "seguiment d'estat" i l'eina Branch Manager per a escriure històries interactives de manera estandarditzada.
Diversos camins condueixen l'espectador cap a l'opció de fer que Butler mati el seu pare, tot i que l'espectador pot evitar-ho. No obstant això, hi ha molts finals als que no es pot arribar sense que Butler mati el seu pare. McLean va afirmar que això es va fer per donar a l'espectador la sensació de tenir el control sobre la narrativa. Els finals en què un revisor atorga una puntuació per estrelles a Bandersnatch van ser dissenyats per animar els usuaris a tornar enrere, malgrat que no hi ha manera que, simultàniament, el joc pugui obtenir una bona ressenya i Stefan tingui un final feliç.

### Disseny tècnic
Brooker va trobar grans dificultats per dominar la tecnologia necessària per escriure el guió de la pel·lícula. Finalment, a suggeriment de Netflix, va escriure el guió de 170 pàgines a Twine, una eina per escriure ficció interactiva, també utilitzà Scrivener, Final Draft i diverses versions del Bloc de notes de Microsoft. La redacció de l'estructura bàsica de la pel·lícula va trigar més temps de l'anticipat i el guió va tenir set versions diferents. Com a primer contingut interactiu de Netflix per a adults, Bandersnatch va requerir opcions més complexes que les anteriors obres interactives, cosa que va portar al personal de Netflix a crear una eina a mesura que van anomenar Branch Manager. Aquesta eina només va estar disponible per a Brooker uns mesos després del desenvolupament de l'episodi.
Brooker i la productora van considerar com presentar les opcions al jugador, inicialment considerant bucles d'animació GIF de les possibles accions. Aquest dissenys inicials els espectadors que feien de coniullet d'índies i, en canvi, van utilitzar opcions de text, fent aparèixer una caixa de text temporalment al marc per deixar les opcions clares. La il·luminació, el disseny del so i la relació d'aspecte de la pel·lícula canvien mentre es produeix, per fer sentir pressió a l'espectador.
La reproducció en temps real amb transicions perfectes d'una escena a una de les dues opcions requereix que es carreguin les dues escenes posteriors, la qual cosa significa que Bandersnatch no es podria fer disponible en alguns dispositius antics, ni Chromecast ni Apple TV ja que tenen una memòria caché limitada.  Per ajudar els espectadors que no estiguin familiaritzats amb el funcionament dels jocs d'aventura, la pel·lícula inclou una primera opció aparentment trivial entre dos tipus decereal per l'esmorzar que tindrà Stefan. Això no només mostra a l'espectador com es presenten les opcions durant la pel·lícula, sinó com l'aplicació Netflix recorda el seu estat més endavant en la seva visualització. En aquest cas, la selecció de cereals informa un anunci de televisió a la pel·lícula. Si no se selecciona cap opció, la pel·lícula progressa segons les opcions determinades per Brooker per donar la versió més bàsica de la història.

### Càsting i rodatge
Bandersnatch va ser dirigida per David Slade, que anteriorment havia dirigit l'episodi de la quarta temporada " Metalhead ". Va estar protagonitzada per Fionn Whitehead, Will Poulter i Asim Chaudhry. A Whitehead només se li va informar de la naturalesa interactiva de la pel·lícula després que se li el seu paper. Davies va ser interpretat pel desenvolupador de jocs indie Jeff Minter a proposta de Jones, ja que havia aparegut anteriorment en un documental realitzat per Jones i Brooker. Part del personatge de Ritman estava basada en el bagatge del propi Minter. També es va demanar a l'escriptor Warren Ellis que interpretés a Davies, però no va poder comprometre's amb el calendari de rodatges i viatges que el programa requeria.
La producció va durar vuit mesos, Netflix requeria que la filmació estigués acabada a finals de novembre de 2018. Els actors van tenir dues setmanes per preparar-se, mentre el rodatge va durar uns 35 dies, considerablement més llarg que la mitjana per un capítol de Black Mirror. Va ser necessari gravar escenes molt similars en les quals només variava un petit detall, i el muntatge també va ser tot un desafiament degut al fet de combinar tecnologia, disseny, i innovació amb una narrativa globa. lEl rodatge exterior va tenir lloc al centre comercial St George's Walk de Croydon, Londres, l'abril del 2018. Whitehead i Poulter van comparar l'experiència amb la interpretació teatral. Slade va destacar Colin com el personatge més difícil d'entendre, ja que calia rodar una escena tres vegades, tenint Colin diferents nivells de coneixement en cada etapa. Slade va dir a Poulter que no se centrés en com el seu personatge sabia la informació, sinó simplement en el qual el seu personatge sabia. A Whitehead li va costar mantenir l'ansietat i la tensió constants del seu personatge.

### Banda sonora
La banda sonora va ser composta per Brian Reitzell, que va treballar-hi escrivint partitures separades per a cadascuna de les trames principals, i després va completar la música de les escenes secundàries. Reitzell havia treballat anteriorment en música per a alguns videojocs, però no havia treballat en música dinàmica de la mateixa complexitat, on es requeria música per sincronitzar-se amb transicions dels moments on es tria. Tenia com a objectiu que la música estigués connectada tonalment, però que no se sentís estàtica ni reutilitzada. Gran part de la música i sons utilitzats eren dels anys vuitanta, inclosos xips de so de videojocs i consoles modificades. Calia música per als punts de tria, els videojocs, els flashbacks i les recapitulacions ràpides de la pel·lícula. Reitzell va treballar amb Slade per fer que la banda sonora se sentís atmosfèrica. La pel·lícula també mostra moltes cançons dels anys vuitanta, incloent " Relax " de Frankie Goes to Hollywood i " Too Shy " de Kajagoogoo. L'espectador té alguna opció per triar la música reproduïda, inclosa la decisió entre " Hold Me Now " dels Thompson Twins i " Here Comes the Rain Again " de Eurythmics.

### Contingut no utilitzat
Algunes idees per a la pel·lícula van quedar-se isense utilitzar. En un moment donat, es van considerar trofeus per desbloquejar escenes, similars als recompeses d'alguns videojocs. En lloc d'un documental sobre Jerome F Davies, es va concebre que Stefan pogués optar per veure una pel·lícula sencera amb la qual els espectadors podrien interactuar. En un punt diferent, Brooker volia que la sang del pare de Stefan esquitxés els cereals que l'espectador escull a l'inici. Un segment on l'espectador introdueix el número de telèfon de la terapeuta es va dissenyar inicialment com una endevinalla més difícil, on els codis "999" i "911" conduïen a escenes alternatives de Stefan trucant a la policia del Regne Unit i dels Estats Units, respectivament. Originalment, els meta-finals de Netflix només es podien desbloquejar després del primer visionat i no en aquest.
Whitehead ha reconegut que es va rodar molt més material del que es va utilitzar a la versió final. La pel·lícula presenta algunes escenes a les quals els espectadors no poden accedir com a conseqüència de canvis posteriors en l'edició, inclosa la reordenació d'algunes de les escenes. Això és similar al videojocs, que sovint tenen contingut no utilitzat encara emmagatzemat als seus fitxers. Una d'aquestes escenes era una tercera trobada entre Stefan i Colin a les oficines, en què Colin començaria a acabar les frases de Stefan; Brooker va veure que almenys una persona havia obtingut les imatges i les havia compartit. Es va tallar part del material de Bandersnatch, com una escena d'Stefan matant Colin amb un ganivet, ja que l'obra es considerava prou violenta. Addicionalment, es va tallar una escena del mateix punt d'elecció que mostrava a Stefan deixant anar el ganivet i abraçant Colin.

## Comercialització i estrena
El 27 de desembre de 2018, Netflix va estrenar un tràiler de 90 segons per Bandersnatch, establint que la pel·lícula s'estrenaria l'endemà, el 28 de desembre. El 3 de gener de 2019, Netflix va llançar dos anuncis més en que es veien escenes entre bastidors de la pel·lícula.
Hi va haver moltes especulacions mediàtiques abans de l'anunci de la pel·lícula, precedida per la notícia que Black Mirror s'havia renovat per a una cinquena temporada al març de 2018. Els primers informes a l'abril del 2018, inclosos els de Digital Spy i les xarxes socials, deien que es filmava Black Mirror a Croydon, afirmant que era per a un episodi titulat Bandersnatch. A principis de desembre de 2018, es va informar àmpliament que els usuaris de Twitter havien vist un tuit suprimit des d'un compte oficial de Netflix, amb una llista de dates d'estrena, inclosa la del 28 de desembre de Black Mirror: Bandersnatch. La pel·lícula va ser certificada pel tauler de classificació coreà i holandès abans del seu llançament, el primer va informar que durava 5 hores i 12 minuts. Diversos temps de durada, inclosos 2 minuts, 36 minuts i 90 minuts, s'havien registrat en diferents territoris. A finals de desembre, els mitjans van informar sobre quin seria el repartiment i afirmaven que Slade dirigiria l'episodi.
La naturalesa interactiva de Bandersnatch va ser mencionada per primera vegada per Bloomberg News a l'octubre del 2018, que va citar una font anònima que assegurava que Netflix estava desenvolupant un episodi interactiu de Black Mirror al costat de diversos altres especials interactius per estrenar-se al 2018. Un portaveu de Netflix, quan The Verge li va preguntar, va respondre amb: "Gràcies per contactar! Teniu la possibilitat de triar la vostra pròpia resposta de Netflix: això o això ". El primer "això" contenia un enllaç a un GIF de Unbreakable Kimmy Schmidt d'un personatge dient "razzmatazz", i el segon enllaçava a un vídeo de YouTube de grills fent el característic so. Netflix va convidar periodistes de diferents mitjans de comunicació a la seva seu, prop d'un mes abans dela seva estrena i els va donar l'oportunitat de provar la pel·lícula interactiva.
Només amb l'estrena de la pel·lícula el 28 de desembre, Netflix va confirmar públicament la seva naturalesa interactiva. Carla Engelbrecht, directora d'innovació de Netflix, va dir a The Hollywood Reporter que no anunciaven oficialment que Bandersnatch seria un episodi interactiu perquè els espectadors no tinguessin "nocions preconcebudes", com una sobrevaloració del nivell d'interactivitat. A causa de comentaris desagradables després del llançament de Bandersnatch, Poulter va anunciar que reduiria la seva activitat a Twitter per motius de salut mental.
Una setmana després de l'estrena de la pel·lícula, Netflix va publicar una pista a les seves xarxes socials explicant als usuaris sobre com arribar a una escena fosca. Una setmana després, Netflix va tuitejar trossos de dades sobre les opcions dels espectadors a l'episodi. Per exemple, el 73% dels espectadors va optar per Stefan per acceptar inicialment la feina a Tuckersoft i del que Netflix va considerar els cinc finals, el menys vist va ser aquell en què Stefan puja al tren amb la seva mare de petit. Més tard, Netflix va informar que el 94% dels espectadors prenien decisions activament.
Després de l'estrena de Bandersnatch a Netflix, es va posar a disposició un lloc web en directe per a la companyia fictícia Tuckersoft. El lloc documenta alguns dels jocs de ficció comentats a la pel·lícula i inclou una versió jugable de Nohzdyve que requereix l'ús d'un ordinador ZX Spectrum o d'un emulador. La pel·lícula també es va anunciar després de la seva estrena al metro de Londres. Al cap d'una setmana del seu llançament, van aparèixer a Londres i Birmingham alguns aparadors de "Tucker's Newsagent and Games", dissenyats com a botiga dels anys vuitanta amb els diversos jocs de Tuckersoft, i cintes VHS d'altres episodis de Black Mirror.

## Netflix i ficció interactiva
Netflix havia estrenat prèviament sèries interactives per a nens, a partir del 2017 amb Puss in Book. Netflix també va estrenar la sèrie interactiva de Telltale Games del 2015 Minecraft: Story Mode el novembre del 2018. Bandersnatch va ser la seva primera pel·lícula interactiva dirigida a adults. Netflix va continuar produint altres ficcions interasctives mitjançant l'eina Branch Manager. Com la sèrie Bear Grylls de realitat interactiva i vuit capítols o You vs. Wild, inspirada en Man vs. Wild, es va estrenar a l'abril del 2019. Un especial interactiu per a la comèdia Unbreakable Kimmy Schmidt va ser estrenat al maig de 2020.
Jesse Damiani, periodista a The Verge, va comentar que la interactivitat a Bandersnatch potencialment podria ser utilitzada per Netflix per recopilar dades de preferència de l'usuari per utilitzar en marketing o emplaçament de productes personalitzat. Al febrer, l'investigador de polítiques tecnològiques Michael Veale va sol·licitar les dades que Netflix emmagatzemava sobre els seus visionats de Bandersnatch segons el Reglament general de protecció de dades. Va criticar que les dades, detallant totes les eleccions que havia pres, no fossin anònimes i que es prenguessin sense el consentiment explícit de l'usuari. Un article del 2019 realitzat per investigadors de l'Indian Institute of Technology Madras va demostrar com inferir les decisions dels espectadors a Bandersnatch mitjançant l'anàlisi de la seva informació en la xarxa amb un 96% de precisió. El document va assenyalar que això es podria utilitzar per revelar les preferències dels espectadors des de bones (per exemple, les seves preferències gastronòmiques i musicals) fins a les sensibles (per exemple, la seva afinitat per la violència i la inclinació política)" i va assenyalar una solució tècnica que Netflix podia implementar.

## Procés judicial
Chooseco, la companyia fundada per R. A. Montgomery per publicar la sèrie de llibres Tria la teva aventura, va presentar una demanda contra Netflix per infracció de marca mitjançant l'ús de la frase "Tria la teva aventura" en Bandersnatch, demanant més de 25 milions de dollars americans en danys i perjudicis. Chooseco afirmar que havia registrat la frase en associació amb pel·lícules, llibres i altres formes de mitjans de comunicació, i que Netflix havia iniciat negociacions amb Chooseco al 2016 per llicenciar la frase en pel·lícules i sèries d'animació, que no es va completar. Netflix va intentar que la demanda es desestimés sumàriament per diversos motius relacionats amb la legislació sobre marques comercials i les regulacions per a un ús just, però el jutjat ho va negar seguint les proves aportades per Chooseco, el cas s'aplçà a febrer de 2020. Netflix va continuar buscant la desestimaciót, argumentant que el terme "tria la teva pròpia aventura" havia caigut en una marca comercial d'ús genèric i que la branca de la història on mostra que Stefan està controlat per una persona que mira Netflix fa que l'obra sigui prou diferenciada de l'antic "Tria la teva aventura" llibres on el lector pren el paper del protagonista. Al novembre de 2020, Netflix va accedir a pactar una resolució del cas amb Chooseco en condicions sota secret de sumari.

## Anàlisi
Una peça del període dels anys vuitanta i una obra de ciència-ficció, Bandersnatch també conté elements de comèdia, terror i patetisme. S'ha descrit com un thriller psicològic. La pel·lícula incorpora en gran manera idees postmodernes, que contenen metacomentaris i un narrador poc fiable, amb el lliure albir com a temàtica central. Ed Cumming, de The Independent, va comentar que conté temes de "control autorial, lliure albir i destí". Beth Elderkin de io9 va escriure que Bandersnatch tracta sobre l'absència d'elecció i que la vida de Stefan estava fora del seu control. Elderkin va destacar el final del "Conill blanc", en què Stefan troba el seu conill sota el llit quan era un nen i acompanya la seva mare per morir al tren, ja que és l'únic punt en què se celebra el "lliure albir en lloc de burlar-se'n". Aquestes idees i temes de vigilància i control, així com el context de 1984, van conduir a comparacions amb la novel·la Nineteen Eighty-Four de George Orwell. Stuart Heritage de The Guardian va escriure "Brooker ha popularitzat una nova forma de narració, després ha identificat els seus tropes i els ha desmantellat un per un".
L'obra ha estat compararada amb una àmplia varietat de mitjans. Keith Spencer, de Salon, va compar-la amb la ficció hipertextual les primeres époques d'internet i amb l'anterior obra interactiva de Netflix, Puss in Book, de a qual la trama també tracta d'un personatge que es torna boig pel coneixement d'estar sent controlat per una força externa. David Griffin d' IGN el va comparar amb la sèrie de videojocs d'aventures The Walking Dead, la primera entrega del qual es va llançar el 2012 i el joc d'aventures del 2018 Detroit: Become Human. Karl Quinn de The Sydney Morning Herald comparar l'obra amb Mosaic, del 2017 publicat per HBO com a aplicació interactiva. Brooker també va comparar la història amb la comèdia de fantasia del 1993 Atrapat en el temps, sobre un personatge que reviu el mateix dia repetidament.
El terme " bandersnatch " s'origina en una criatura fictícia creada per Lewis Carroll, que apareix en els seus poemes " Jabberwocky " i " The Hunting of the Snark ". El primer apareix a la novel·la A través de l'espill, la seqüela de Les aventures d'Alícia al país de les meravelles. Un videojoc previst però no realitzat de Imagine Software, Bandersnatch, va prendre el nom de la criatura. El seu nom es va esmentar en un ou de Pasqua del tercer episodi de la sèrie Black Mirror " Playtest ", a la portada d'una revista que es mostra breument a la pantalla. Un dels diversos jocs en què va treballar Imagine Software, Bandersnatch mai va ser estrenat, ja que la companyia va fallir el 1984. El tancament d'Imagine va ser àmpliament publicitat a causa de la sèrie "Commercial Breaks" de la BBC que va seguir el tancament de la companyia i els seu efecte domino sobre la indústria de videojocs britànica. Com a al·lusió, la pel·lícula s'estrena el 9 de juliol de 1984, el dia que Imagine Software va tancar.
La història comparteix elements de les obres de Philip K. Dick, que sovint escrivia sobre realitats i cronologies alternatives. Jerome F. Davies —l'arquetip d'un artista torturat— es pot veure com una al·lusió a Dick, que sovint consumia drogues recreatives al llarg de la seva vida i en un moment donat va intentar matar la seva dona. La portada del llibre original de Dick, Ubik apareix de manera destacada a l'apartament de Colin. Rosie Knight de The Hollywood Reporter va comparar Davies amb l'escriptor William S. Burroughs, que va matar la seva segona esposa. A Bandersnatch, no hi ha cap final en què Stefan sigui feliç i el joc tingui una bona ressenya. Jackson McHenry de Vulture va escriure que això implicava "un vincle entre malalties mentals, violència i creativitat". Brooker va respondre que el joc en si mateix podria ser "una força del mal" i va dir que "com menys fricció hi hagi a la vida de Stefan, més avorrida serà la història per a un espectador".

## Easter Eggs
Igual que les anteriors versions de Black Mirror, Bandersnatch fa al·lusions a episodis anteriors. El símbol del "camí ramificat" que Davies i posteriorment Butler veuen en les seves al·lucinacions és un motiu de l'episodi de la segona temporada " White Bear ". Un dels jocs de Tuckersoft és Metl Hedd, una referència a "Metalhead", mentre que Ritman demostra que treballa en un joc anomenat Nohzdyve, fent referència a l'episodi " Nosedive ". Butler assisteix a teràpia a la clínica Saint Juniper, que porta el nom de " San Junipero ". Les referències a una àmplia gamma d'esdeveniments associats a altres episodis de Black Mirror es poden veure en notícies mostrades en breus plans de les pàgines del diari The Sun i en un rastreig de notícies de televisió. El personatge de la Dr. R. Haynes al·ludeix a Rolo Haynes, el propietari de l'aparador titular del " Black Museum ". També hi ha Easter eggs per a la sèrie de cinc episodis que encara estaven per llançar.
Brooker, Slade i McLean van discutir si hi havia un significat més profund en els Easter eggs Slade es va mostrar reticent a incloure el joc Metl Hedd, pensant que no era del tot "necessari". Slade va comentar que Tuckersoft més tard es podria convertir en TCKR, una empresa de "San Junipero" i va pensar que "Metalhead" era un esdeveniment en el futur més que una simulació. McLean va dir que les històries es desenvolupen aïlladament, en lloc de preguntar-se "com encaixem la història en aquest univers?" Brooker va veure els ous de Pasqua com un "bon gest d'atenció als admiradors" que no hauria d'afectar el procés creatiu ni obligar els espectadors a veure les històries en un ordre concret. Brooker i Poulter han suggerit que el personatge de Colin Ritman podria aparèixer en futures històries de Black Mirror, atès que el personatge, en certs camins, sembla que només desapareix, però que té consciència de línies de temps i realitats alternatives.
En un final, s'escolta el so d'una gravació de cinta de dades de l'ordinador; carregar el so a un ZX Spectrum proporciona a l'espectador un codi QR amb el glifo de l'Ós blanc al centre que condueix al lloc web fictici de Tuckersoft, on es pot descarregar una còpia reproduïble del joc ZX Spectrum Nohzdyve. Aquest final, en un moment donat, pretenia ser una pista per a una recerca del tresor de la vida real en què la gent pogués trobar cassets de Bandersnatch, inspirats en el llibre il·lustrat Masquerade de 1979 que donava pistes sobre la ubicació d'una llebre d'or entaulada amb joies.

## Recepció
La pel·lícula va tenir rebre diferents opinions per part de la crítica. A Rotten Tomatoes, va rebre una qualificació d'aprovació del 72% basada en 69 comentaris, amb una qualificació mitjana de 7,44 / 10. El consens crític del lloc web diu: "Tot i que Bandersnatch marca un innovador pas endavant per al contingut interactiu, la seva metanarrativa no pot mantenir l'interès per diverses visualitzacions, tot i que proporciona prou del tecno-horror característic de Black Mirror per justificar almenys un visionat". Va obtenir puntuacions de quatre de cinc estrelles a The Independent i The Observer, i tres estrelles a Rolling Stone. IndieWire li va donar una qualificació A i IGN la va revisar com a vuit de deu.
Descrivint la peça com "increïblement divertida de vegades", Heritage la va revisar com una "obra mestra de sofisticació". A Liz Shannon Miller, d' IndieWire, li va semblar “difícil de definir”, però “impossible d'oblidar”. Quinn va creure que era un dels millors lliuraments de Black Mirror, dient que era una "incursió brillant en un (més o menys) nou regne de la narració audiovisual". No obstant això, Brian Lowry de CNN va escriure que era "una trama molt familiar per a un thriller psicològic" i Spencer va dir que la trama "no és especialment memorable". Austen Goslin, de Polygon, va criticar que la narració sigui "com una línia recta intel·ligentment disfressada".
El disseny tècnic de Bandersnatch va ser àmpliament elogiat. Griffin va escriure que el tutorial "fa un treball sòlid en explicar com funciona l'experiència". La interfície d'usuari i les transicions entre els punts d'elecció van ser lloats per la crítica, incloent Linda Holmes de l'Héritage i NPR els qui van celebrar la seva fluïdesa. Miller va comentar que "el sistema era molt intel·ligent en saber quan avançar a càmera ràpida a través de les històries anteriors per seguir smb la narració". La relació entre la interactivitat i la trama, però, va rebre una recepció menys positiva. Griffin va revisar que el "poc temps" per triar podria causar frustració. Goslin creia que la interactivitat condueix a un "ritme staccato que impedeix que qualsevol persona implicada trobi un ritme real en cada escena", Roisin O'Connor de The Independent coincideix que les decisions "poden arribar a ser força fatigoses". Lowry va dir que el mitjà "s'acaba sentint un artifici".
La narració va rebre més crítiques. Spencer ho va trobar "ple de tòpics", dient que Stefan qüestionant la naturalesa del lliure albir "s'ha fet fins a la mort en llibres" i altres ficcions interactives. Holmes va escriure que "hauria estat bo veure aquesta tecnologia explicant una història més forta". Lowry va trobar que la història continuava "donant voltes", que era "avorrida i repetitiva". Holmes va estar d'acord, considerant que era "profundament frustrant" quan se li "tornava a mostrar el mateix segment de la història" fins que va prendre la decisió "que realment us farà avançar". Lucy Mangan de The Observer va experimentar que la història "poques vegades va aterrar en un lloc inesperat". En general, David Fear de Rolling Stone va criticar que l'experiència li va donar "poc a aferrar-se" i "que" la història no importa '. Holmes la va trobar "especialment poc adequada per ser vista més d'una vegada". En canvi, Cumming va revisar que el mitjà "està lligat a la trama", la qual cosa "salva la pel·lícula d'un artifici pur". Griffin es va sentir "responsable" del comportament de Stefan i "cada cop més submergit en la seva història". Miller i Quinn van elogiar la branca autoreferencial de"Netflix" en la història.
Els personatges van rebre comentaris principalment negatius. Goslin els va anomenar "paper prim i amb prou feines interessants"; Mangan va escriure que el mitjà no tenia "energia de sobra per fer que els personatges fossin molt més que xifres". Holmes va criticar que el trop "d'artista aïllat" no aconseguix sostenir la narrativa per si sol ". Va dir, a més, que el públic no "aprèn prou sobre qui es Stefan com per preocupar-se per ell". Pel que fa a la història de fons d'Stefan relacionada amb la mort de la seva mare, Goslin va comentar que Bandersnatch "realment només està interessat en aquesta premissa com a pont cap al seu destí final: convertint-se en meta-comentari sobre si mateix i en els videojocs com a mitjà". No obstant això, l'actuació va rebre elogis de Griffin, que va aprovar les "actuacions impactants de Fionn Whitehead i Will Poulter", i Cumming, trobant que Poulter "roba la majoria de les seves escenes". Cumming va escriure a més que "el diàleg és tan intel·ligent i agut com haviem esperat".

## Premis
Entre les seves nominacions, Bandersnatch va guanyar dos Primetime Emmy Awards i un delBroadcasting Press Guild TV i Radio en la categoria Innovació. Charlie Brooker va guanyar la categoria de Millor escriptura de joc als Premis Nebula de 2019, en lloc d'una categoria de narrativa.